# Cistanthe guadalupensis
Cistanthe guadalupensis är en källörtsväxtart som först beskrevs av William Russel Dudley, och fick sitt nu gällande namn av Carolin och M.A. Hershkovitz. Cistanthe guadalupensis ingår i släktet Cistanthe och familjen källörtsväxter. Inga underarter finns listade i Catalogue of Life.